# Heinrich Ernemann

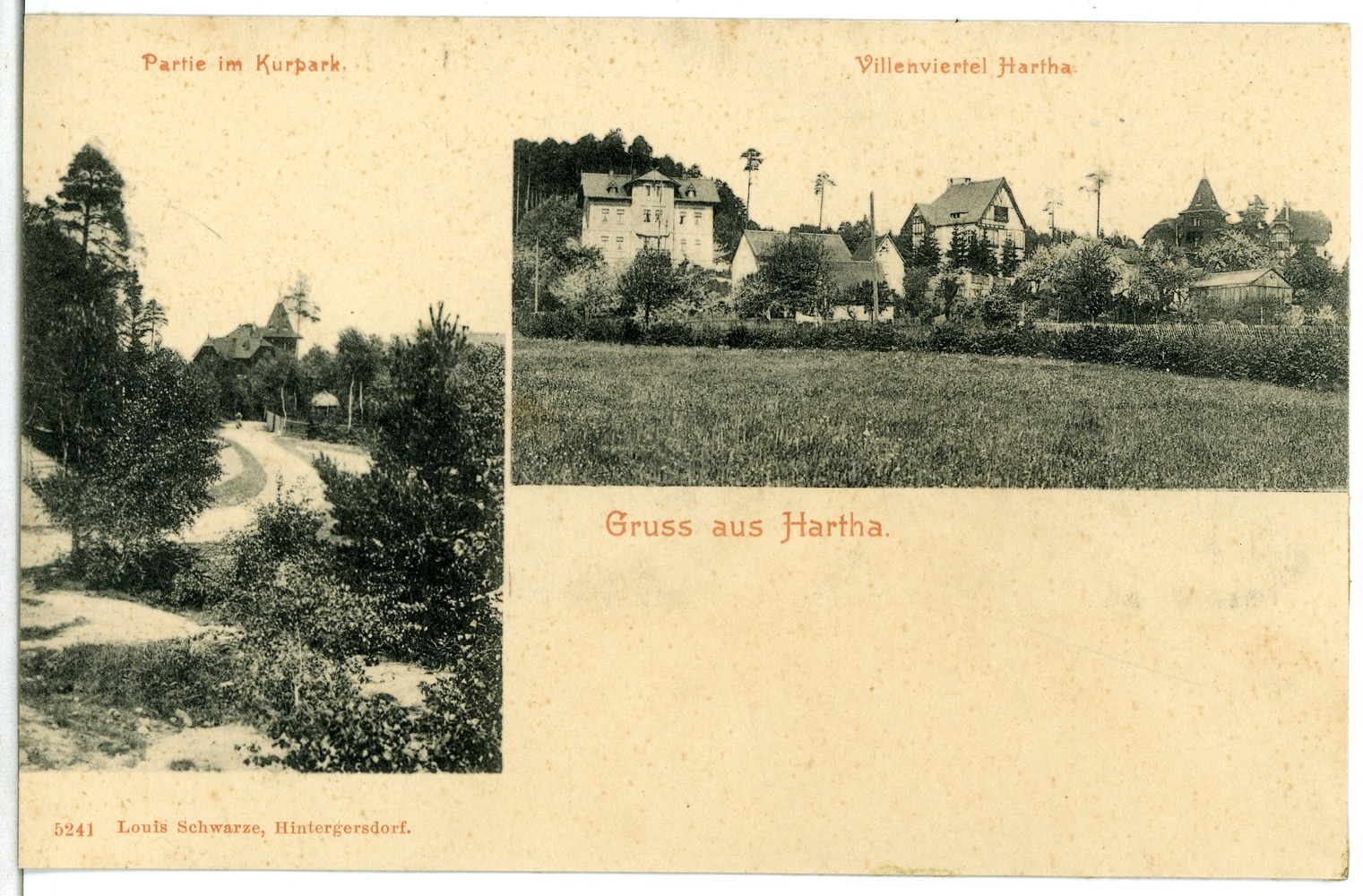
Villa estiva di Ermemann Heinrichs Eck nelle fotografie di Partie im Kurpark e Villenviertel Hartha nel 1904

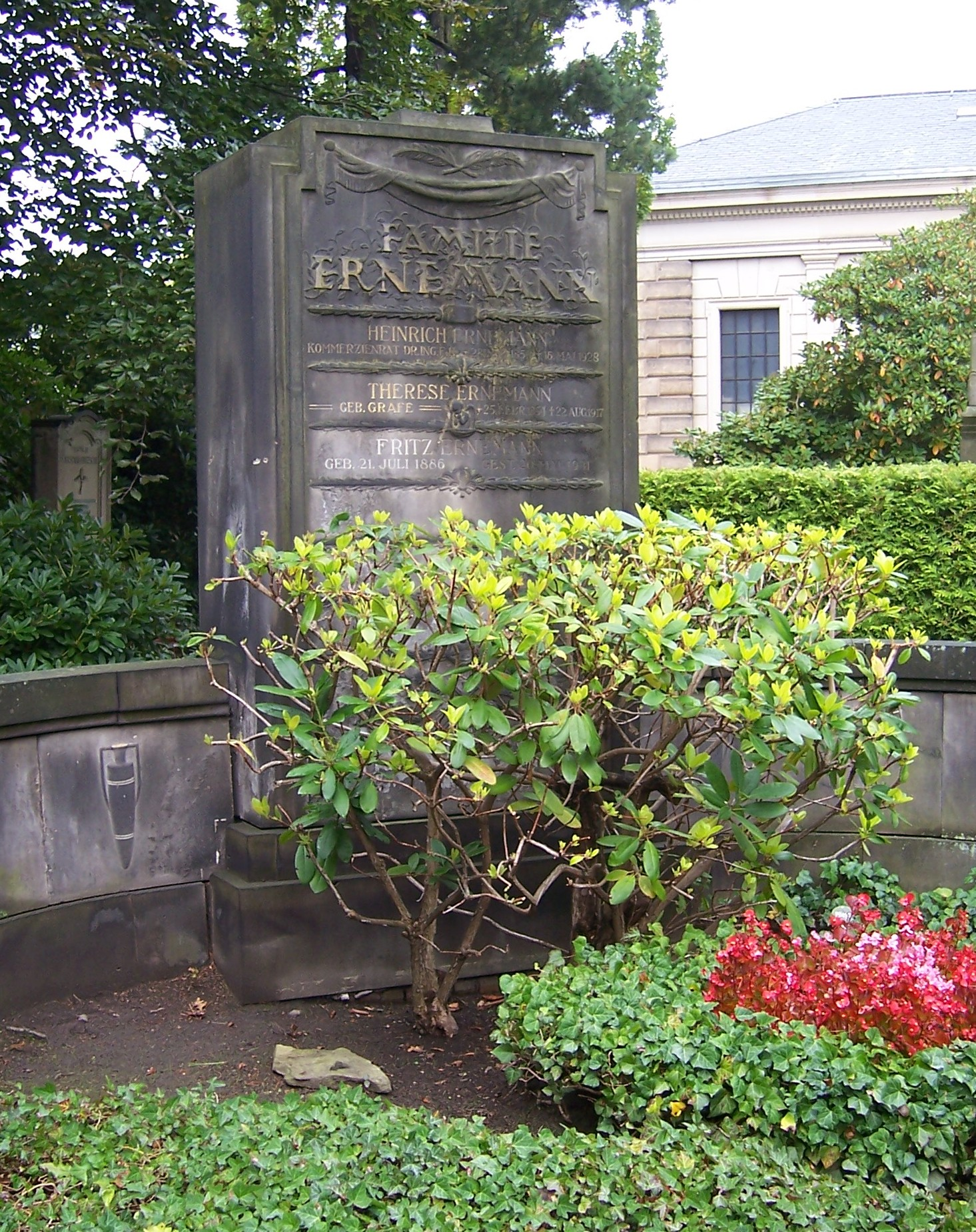
Tomba di Heinrich Ernemanns al Johannisfriedhof di Dresda-Tolkewitz

Johann Heinrich Ernemann (Gernrode, 28 maggio 1850 – Kurort Hartha, 16 maggio 1928) è stato un inventore e imprenditore tedesco, fondatore dell'industria ottica Ernemann-Werke AG.

## Biografia
Heinrich Ernemann emigra nel 1876 a Dresda, e acquisisce una merceria. Nel 1889 la rivende, con il ricavato compra da Wilhelm Franz Matthias l'officina di corpi di macchine fotografiche sita in Pirnaer Straße. Qui fonda quella che sarà una delle aziende più rinomate dell'industria ottica del Reich tedesco.
Il figlio Alexander Ernemann (1878–1956) entrerà in azienda nel 1904. Nel 1910 riceve la Ritterkreuz 1. Klasse des königlich sächsischen Ordine reale di Alberto di Sassonia. Nel 1913 entrò nel consiglio della camera di commercio sassone. Ernemann presiederà inoltre la cattedra di fotografia alla Technische Universität Dresden. Fonderà assieme al figlio la Gesellschaft der Förderer und Freunde der Technischen Hochschule Dresden e. V. dalla quale riceverà il titolo onorario di Dr.-Ing. E. h. il 24 luglio 1924. 
Nel 1926 la Ernemann-Werke AG viene fusa con la Carl Zeiss, la Optische Anstalt C. P. Goerz, la Internationalen Camera Actiengesellschaft (ICA) e la Contessa-Nettel per formare la Zeiss Ikon AG. Ernemann siederà nel consiglio di amministrazione.
Ernemann muore nel 1928 nella sua villa al mare Heinrichs Eck a Kurort Hartha. 
La famiglia Ernemann costruì nel 1891 la casa di famiglia in Justinenstraße 8 a Dresda-Blasewitz, edificio che verrà bombardato il 13 febbraio 1945 nel bombardamento di Dresda.